# Argyrosticta meres
Argyrosticta meres är en fjärilsart som beskrevs av Druce 1903. Argyrosticta meres ingår i släktet Argyrosticta och familjen nattflyn. Inga underarter finns listade i Catalogue of Life.